# SONS OF THE SUN
『SONS OF THE SUN』（サンズ・オブ・ザ・サン）は、日本のミクスチャーロックバンド麻波25の5枚目のシングルである。2002年4月24日発売。発売元はビクターエンタテインメント。

## 概要
- 大塚製薬「ポカリスエット」CMソング

## 収録曲
1. SONS OF THE SUN(4:35)
作詞：PASSER・HUNTER、作曲：PASSER、編曲：麻波25
2. WAVE ON RHYTHM(5:58)
作詞：PASSER・HUNTER、作曲：SHAKIN' BASS、編曲：麻波25
3. 2MC + DBG (Original Version)(4:17)
作詞：PASSER・HUNTER、作曲：YUICHI、編曲：麻波25

## 収録アルバム
- オリジナル『MUSIC BOX』（2002年10月23日）
- リミックス『REMIX BOX+ONE』（2003年2月5日）
※Home Grown Mix
- ベスト『BEST, LAST AND LOST』（2004年7月21日）